# Zale galactea
Zale galactea là một loài bướm đêm trong họ Erebidae.